# Georg Johansson (fotbollsspelare)
Georg "Massa" Johansson, född 23 april 1910, död 12 januari 1996, var en svensk fotbollsspelare (mittfältare) som under sin klubbkarriär tillhörde IK Brage.
Johansson spelade under åren 1931-37 sammanlagt 2 landskamper (1 mål).

## Meriter

### I landslag
Sverige
- 2 landskamper, 1 mål

### I klubblag
IK Brage

### Webbsidor
- Profil på worldfootball.net
- VM-trupp 1934
- Svenska landslagsmän, svenskfotboll.se, läst 2013 02 20
- Profil svenskfotboll.se